# Guy Evéquoz
Guy Evéquoz (?, 1952. április 20. –) olimpiai ezüstérmes svájci párbajtőrvívó. Apja Michel Evéquoz világbajnoki bronzérmes párbajtőrvívó, öccse Jean-Blaise Evéquoz világbajnoki ezüstérmes, olimpiai bronzérmes párbajtőrvívó, lánya Éléonore Evéquoz Európa-bajnoki bronzérmes párbajtőrvívónő.